# Émile Benveniste
Pour les articles homonymes, voir Benveniste.
Émile Benveniste (prononciation : /bɛ̃venist/), né à Alep (Syrie) le 27 mai 1902 et mort à Versailles le 3 octobre 1976, est un linguiste français. Né Ezra Benveniste, il a été naturalisé français en 1924. Il s'est illustré par ses travaux tant dans le domaine de la grammaire comparée des langues indo-européennes que dans celui de la linguistique générale.

## Biographie
Ses deux parents sont instituteurs de l'Alliance israélite universelle dans l'Empire ottoman, en Tunisie, puis en Bulgarie. Titulaire d'une bourse de l'Alliance israélite universelle, il fait ses études à Paris au Petit séminaire israélite à partir de 1913. Après le baccalauréat, il abandonne les études religieuses. Il est licencié ès lettres en 1920, à 18 ans, et agrégé de grammaire en 1922. Il fait son service militaire au Maroc pendant la guerre du Rif.
Élève d'Antoine Meillet à l'École pratique des hautes études, il enseigne lui-même dans cet établissement de 1927 à 1969, et au Collège de France, où il occupe la chaire de grammaire comparée de 1937 à 1969.
Fait prisonnier en 1940, il parvient à s'évader en novembre 1941 et se réfugie en Suisse, où il restera jusqu'en 1945, alors qu'il avait été exclu du Collège de France par le régime de Vichy.
Il exerce les fonctions de secrétaire adjoint de la Société de linguistique de Paris de 1945 à 1959, puis celle de secrétaire de 1959 à 1970. En 1960, il est élu membre de l'Académie des inscriptions et belles-lettres et, en 1965, membre de l'Accademia dei Lincei.
En 1961, il fonde, avec Claude Lévi-Strauss et Pierre Gourou, L'Homme, revue française d'anthropologie. De 1964 à 1975, il dirige la Revue des études arméniennes (REA).
En décembre 1969, il est victime d'une attaque cérébrale qui le laisse aphasique. Il meurt sept ans plus tard, le 3 octobre 1976 à Versailles, à l'âge de 74 ans.

## Apport scientifique
Sa production scientifique s'est étalée sur une cinquantaine d'années, à partir de 1922. Les dix premières années sont principalement consacrées à sa discipline d'origine, l'iranien, avec quatre ouvrages et de très nombreux articles.
À partir de 1932, il se tourne véritablement vers la linguistique comparée des langues indo-européennes ; c'est dans cette période qu'il acquiert une dimension internationale, notamment avec la publication de sa thèse principale, Les Origines de la formation des noms en indo-européen (1935), où il propose une théorie de la racine indo-européenne qui a fortement marqué l'évolution ultérieure de la linguistique indo-européenne. Après la période difficile de la guerre, il fait paraître en 1948 Noms d'agent et noms d'action en indo-européen, qui est, selon Calvert Watkins (en), « le plus beau livre de grammaire comparée qu'on ait écrit au vingtième siècle... le chef-d'œuvre, la cime du structuralisme classique européen ». Watkins cite comme « l'apport le plus durable de Benveniste à la grammaire comparée » l'idée résumée dans cette phrase (extraite de la conclusion de son article sur « Actif et moyen dans le verbe ») : « Il est dans la nature des faits linguistiques, puisqu'ils sont des signes, de se réaliser en oppositions et de ne signifier que par là. »
Dans la dernière période, l'intérêt pour la linguistique générale, aussi bien d'un point de vue formel que dans ses rapports avec l'organisation sociale, passe au premier plan mais toujours en lien direct avec la linguistique indo-européenne. Cet intérêt s'exprime pleinement dans ses Problèmes de linguistique générale (parus en 1966 et 1974), qui introduisent en France la linguistique de l'énonciation et dans sa dernière œuvre, le Vocabulaire des institutions indo-européennes (parue en 1969, quelques semaines avant que la maladie ne le frappe), fruit d'une démarche très novatrice par laquelle il cherche des significations sociales profondes, des « structures enfouies » sous les systèmes de distinctions sémantiques. Il s'intéresse ainsi au problème fondamental de la signification du vocabulaire qu'il traite en plusieurs thèmes : économie, parenté, statuts sociaux dans le premier volume, royauté, droit, religion dans le second. L'originalité de l'ouvrage est d'aboutir à des résultats intéressant l'histoire et l'anthropologie à partir de faits purement linguistiques.

## Principaux ouvrages
- Essai de grammaire sogdienne, t. II : Morphologie, syntaxe et glossaire, Paris, P. Geuthner, 1929.
- The Persian religion, according with the chief Greek texts, Paris, Geuthner, 1929[11].
- Les infinitifs avestiques, Paris, Adrien Maisonneuve, 1935.
- Origines de la formation des noms en indo-européen, Paris, Adrien Maisonneuve, 1936.
- Noms d'agent et noms d'action en indo-européen, Paris, Adrien Maisonneuve, 1948.
- « Inscriptions de Bactriane », Journal asiatique, 1961, p. 113-152.
- « Nouvelles inscriptions de Bactriane », Comptes-rendus des séances de l'année 1961 avril-juin, 1961, 105e année, n° 2.
- Hittite et indo-européen : études comparatives, Paris, Adrien Maisonneuve, 1962.
- Problèmes de linguistique générale, t. 1, Paris, Gallimard, 1966.
- Problèmes de linguistique générale, t. 2, Paris, Gallimard, 1974.
- Le Vocabulaire des institutions indo-européennes, 2 tomes, Paris, Minuit, 1969.
- Baudelaire, présentation et transcription de Chloé Laplantine, Limoges, Lambert-Lucas, 2011.
- Dernières Leçons : Collège de France 1968 et 1969, présentées et éditées par Jean-Claude Coquet et Irène Fenoglio, Paris, Gallimard/Seuil/EHESS, 2012.

### Articles
- « Le sens du mot ΚΟΛΟΣΣΟΣ et les noms grecs de la statue », Revue de philologie, de littérature et d'histoire anciennes, t. VI,‎ 1932, p. 118-135 (lire en ligne)